# Senegalia laeta
Espèce
Synonymes
- Acacia laeta R. Br. ex Benth.[2]

Senegalia laeta est une espèce de plantes à fleurs de la famille des Fabacées. C'est un arbre originaire d'Afrique qui peut atteindre environ 10 m de haut.

## Synonyme
- Acacia trentiniani A. Chev.[3]